# Giornata mondiale del volontariato per lo sviluppo economico e sociale
La Giornata mondiale del volontariato per lo sviluppo economico e sociale, comunemente conosciuta come Giornata internazionale del volontariato, si celebra ogni anno il 5 dicembre. È stata istituita dall'Assemblea generale delle Nazioni Unite con la risoluzione A/RES/40/212 del 17 dicembre 1985 per riconoscere e promuovere il contributo fondamentale dei volontari nel progresso delle società a livello globale.

## Storia
Il volontariato ha sempre giocato un ruolo chiave nello sviluppo sociale ed economico delle comunità. L'Organizzazione delle Nazioni Unite (ONU) ha riconosciuto il valore del volontariato come strumento per affrontare sfide globali come la povertà, l'istruzione e la sanità. Con la risoluzione A/RES/40/212, l'ONU ha ufficialmente istituito la giornata per sensibilizzare governi e cittadini sul ruolo centrale del volontariato.

## Obiettivi e significato
La giornata ha l'obiettivo di:
- Sensibilizzare l'opinione pubblica sull'importanza del volontariato nello sviluppo sostenibile.
- Promuovere il riconoscimento del volontariato come strumento per ridurre le disuguaglianze sociali.
- Incoraggiare più persone e istituzioni a impegnarsi in attività di volontariato.
- Riconoscere e premiare il lavoro dei volontari.

Il volontariato è considerato un elemento chiave per il raggiungimento degli Obiettivi di sviluppo sostenibile (SDGs), promossi dalle Nazioni Unite per garantire un futuro più equo e sostenibile per tutti.

## Attività e celebrazioni
Ogni anno, la Giornata mondiale del volontariato è accompagnata da eventi, conferenze e campagne promosse da governi, organizzazioni non governative (ONG), istituzioni internazionali e associazioni locali. Le celebrazioni includono:
Premi e riconoscimenti per volontari e organizzazioni distintesi per il loro impegno.
Campagne di sensibilizzazione sui benefici del volontariato.
Conferenze e seminari sui temi dello sviluppo sostenibile e dell'impatto sociale del volontariato.
Attività pratiche di volontariato, come pulizie ambientali, assistenza ai bisognosi e programmi educativi.
Iniziative online con hashtag e campagne mediatiche per promuovere la partecipazione.

## Ruolo delle Nazioni Unite
Il Programma dei Volontari delle Nazioni Unite (UNV) svolge un ruolo centrale nella promozione della giornata, coordinando iniziative globali e supportando i governi nel potenziamento delle politiche di volontariato. L'UNV pubblica rapporti e dati per evidenziare il valore economico e sociale del volontariato su scala mondiale e collabora con altre agenzie ONU per massimizzare l'impatto del volontariato nei paesi in via di sviluppo.

## Impatto globale
Il volontariato è riconosciuto come un elemento chiave per lo sviluppo globale. Milioni di volontari in tutto il mondo contribuiscono a migliorare:
- L'istruzione, attraverso programmi di tutoraggio e alfabetizzazione.
- La sanità, supportando ospedali e campagne di prevenzione.
- L'ambiente, con iniziative di riforestazione e pulizia.
- La giustizia sociale, assistendo le comunità emarginate.

Secondo i dati dell'Organizzazione Internazionale del Lavoro (OIL), il lavoro volontario rappresenta una quota significativa del PIL di molti paesi, sottolineando il suo impatto economico oltre che sociale.

## Giornata mondiale del volontariato nei diversi paesi
La giornata è celebrata in tutto il mondo con modalità differenti:
- In Italia, il Centro Nazionale per il Volontariato organizza eventi e conferenze sul tema.
- Negli Stati Uniti, molte organizzazioni promuovono campagne per incentivare il volontariato locale.
- In Francia, il volontariato è riconosciuto come parte del servizio civile nazionale.
- Nei Paesi in via di sviluppo, la giornata è spesso un'occasione per sensibilizzare sulla necessità di maggiore sostegno alle organizzazioni di volontariato.

## Conclusione
La Giornata mondiale del volontariato per lo sviluppo economico e sociale rappresenta un'importante occasione per celebrare l'impegno dei volontari e per promuovere una cultura della solidarietà e della cittadinanza attiva. Attraverso il loro lavoro, i volontari giocano un ruolo essenziale nella costruzione di un mondo più equo e sostenibile.